# Walchwil
Walchwil är en ort och kommun i kantonen Zug, Schweiz. Kommunen har 4 005 invånare (2023).